# Гендерген
Гендерген (чеч. Гендаргана) — село у Ножай-Юртовському районі Чечні Російської Федерації.
Населення становить 689 осіб. Входить до складу муніципального утворення Гендергенське сільське поселення.

## Історія
Згідно із законом від 20 лютого 2009 року органом місцевого самоврядування є Гендергенське сільське поселення.

## Населення
| 1990 | 2002 | 2010 |
| ---- | ---- | ---- |
| 564  | ↗656 | ↗689 |